# 8027 Robertrushworth
8027 Robertrushworth este un asteroid din centura principală de asteroizi.

## Descriere
8027 Robertrushworth este un asteroid din centura principală de asteroizi. A fost descoperit pe 7 august 1991 la Observatorul Palomar de Henry E. Holt. Asteroidul prezintă o orbită caracterizată de o semiaxă mare de 3,19 ua, o excentricitate de 0,17 și o înclinație de 7,7° în raport cu ecliptica.